# Lancia Beta (1909)
Lancia Beta är en personbil, tillverkad av den italienska biltillverkaren Lancia under 1909.
Beta var en vidareutveckling av Lancias första bil Alfa. Motorns cylindervolym hade ökat till 3,1 liter och cylindrarna var nu gjutna i ett gemensamt motorblock.  